# Pair-et-Grandrupt
Pair-et-Grandrupt (1801 noch mit der Schreibweise Le Paire et Grand-Rupt) ist eine französische französische Gemeinde mit 491 Einwohnern (Stand 1. Januar 2022) im Département Vosges in der Region Grand Est. Sie gehört zum Arrondissement Saint-Dié-des-Vosges und zum Gemeindeverband Saint-Dié-des-Vosges.

## Geografie
Die Gemeinde liegt etwa sechs Kilometer östlich von Saint-Dié-des-Vosges in den Vogesen. Nachbargemeinden sind Nayemont-les-Fosses im Nordwesten und Norden, Neuvillers-sur-Fave im Osten, Raves im Südosten, Remomeix im Süden und Sainte-Marguerite im Südwesten.
Durch den Süden der Gemeinde Pair-et-Grandrupt fließt die Fave.
Die Gemeinde besteht aus den Dörfern Pair auf 380 m am Bergbach Ruisseau de Pair, Grandrupt (415 m) oberhalb des Ruisseau de l’Aunaie und Vanifosse (366 m) an der Fave sowie mehreren Weilern und Einzelhöfen.
Nach Norden hin steigt das waldreiche Gelände an und erreicht im Norden den Südfuß des Ormont-Massivs, dessen Gipfel mit 874 m zu den höchsten westlich des Vogesenkammes zählt.

## Bevölkerungsentwicklung
| Jahr      | 1962 | 1968 | 1975 | 1982 | 1990 | 1999 | 2011 | 2021 |
| Einwohner | 217  | 200  | 282  | 406  | 417  | 439  | 539  | 497  |

Im Jahr 1793, zur Zeit der Gemeindegründung, wurde mit 54 Bewohnern die bisher niedrigste Einwohnerzahl ermittelt. Die Zahlen basieren auf den Daten von cassini.ehess und INSEE.

## Sehenswürdigkeiten
In der Gemeinde gibt weder Kirchen noch Kapellen, auch keine Baudenkmale, dafür einige Wegkreuze und Brunnen.

## Wirtschaft und Infrastruktur
In der Gemeinde sind drei Landwirtschaftsbetriebe ansässig (unter anderem Pferdezucht).
Pair-et-Grandrupt ist durch Nebenstraßen mit seinen Nachbargemeinden verbunden. Sechs Kilometer westlich liegt als Verkehrsknoten die Stadt Saint-Dié-des-Vosges.

## Belege
1. ↑  Ortsname auf cassini.ehess.fr
2. ↑  Pair-et-Grandrupt auf cassini.ehess
3. ↑  Pair-et-Grandrupt auf INSEE
4. ↑  Landwirtschaftsbetriebe auf annuaire-mairie.fr (französisch)